# Grace Hazenberg Cadman
Grace Hazenberg Cadman (27 tháng 9 năm 1876 - 26 tháng 4 năm 1946) là nhà truyền giáo và dịch thuật Kinh Thánh. Cùng với chồng, William Charles Cadman, bà khởi xướng và đóng góp quan trọng cho công cuộc dịch thuật bản Kinh Thánh Việt ngữ đầu tiên, hoàn thành và phát hành rộng rãi năm 1926.
Được bổ nhiệm đến Việt Nam từ năm 1913, bà hoạt động tích cực trong nỗ lực giới thiệu phúc âm cho người Việt, đồng thời hỗ trợ cho cộng đồng Tin Lành vừa mới hình thành trên đất nước này, cho đến khi từ trần năm 1946.

## Tiểu sử
Grace Hazenberg chào đời ngày 27 tháng 9 năm 1876 tại Fulton, Illinois, Hoa Kỳ, nhưng lớn lên ở Nam Phi, nơi song thân đang hoạt động truyền giáo. Sau khi tốt nghiệp đại học ở Nam Phi với văn bằng cử nhân, Hazenberg đến Toronto, Canada, để tiếp tục bậc cao học. Tại đây bà theo chuyên ngành tiếng Hebrew và tiếng Hi Lạp, hai ngôn ngữ được sử dụng để viết Cựu Ước và Tân Ước.
Năm 1913, Hazenberg được cử đến Tourane (nay là Đà Nẵng), chỉ hai năm sau khi những nhà truyền giáo đầu tiên của Hội Truyền giáo Phúc âm Liên hiệp đặt chân đến đây để khơi mở công cuộc truyền giáo tại Việt Nam. Năm sau, 1914, William C. Cadman cũng đến Việt Nam. Khi bùng nổ Chiến tranh thế giới thứ nhất, các nhà truyền giáo bị buộc phải rời khỏi Việt Nam. Tại phủ Vân Nam (nay là Côn Minh), Vân Nam, Trung Hoa, William và Grace làm lễ thành hôn ngày 27 tháng 7 năm 1915.
Cuối năm 1916, gia đình Cadman trở lại Việt Nam và đến Hà Nội. Họ mua tư thất để dùng làm nơi trú ngụ, xây dựng nhà thờ, và năm sau thành lập Nhà in Tin Lành. 
Agnes, người con duy nhất của ông bà Cadman, sinh tại phủ Vân Nam năm 1916, mắc bệnh sốt tê liệt rồi qua đời khi mới lên sáu, và được chôn cất trong một nghĩa trang ở Hà Nội.
Từ năm 1914, ông bà Cadman khởi xướng công cuộc dịch thuật toàn bộ Kinh Thánh sang tiếng Việt, bà đã tận tụy làm việc và hợp tác chặt chẽ với các thành viên khác trong ban dịch thuật cho đến khi hoàn thành bản Kinh Thánh tiếng Việt đầu tiên, được phát hành trong năm 1926.
Tháng 4, 1943, khi Chiến tranh thế giới thứ hai đang tiếp diễn, ông bà Cadman và các nhà truyền giáo người Mỹ bị người Nhật quản thúc tại Mỹ Tho. Trong thời gian bị giam cầm, bà Cadman bị tai biến mạch máu não, sức khỏe suy yếu dần. Ngày 26 tháng 4 năm 1946, Grace Hazenberg Cadman từ trần, bà được an táng trong Nghĩa trang Mạc Đĩnh Chi, Sài Gòn.
Hơn hai năm sau, tháng 12 năm 1948, William C. Cadman qua đời và được an táng tại Đà Lạt.